# Дражета
Дражета је јужнословенско презиме (српско и хрватско) и лично име (српско, хрватско и бугарско), као и назив за некадашње насеље на подручју северне Далмације. Презиме је доста ретко и изворно га налазимо у пет места на подручју бивше Југославије; у селима Мошорин и Стари Бановци (Војводина), селима Ивошевци и Ходиље (Далмација) и у граду Јајцу (Босна). Дражете у Мошорину, Старим Бановцима и Ивошевцима су српске народности и православне вере, док су Дражете у Ходиљу и Јајцу хрватске народности и католичке вере. Дражете православне вере за крсну славу имају Светог Стефана.

## Настанак и порекло имена и презимена Дражета
Пре него што је постало презиме, Дражета је било лично име, које се први пут помиње у 11. веку у византијском извору на подручју грчке Македоније, док се на подручју бивше Југославије помиње од 12. века (други историјски помен овог имена везује се за простор Херцеговине). Име Дражета је настало као развојни облик имена Драже. Име је словенског порекла и настало је од описног придева „драг“.
Драже, старији облик имена Дражета, помиње се у документима од 11. века. Према Рељи Новаковићу, назив Драже се помиње на западнословенском простору. Новаковић на овај назив упућује као на могуће место порекла три словенска племена, која се помињу у запису у јеванђељу нађеном у рушевинама једног манастира у Чечеву, у подножју Коњуха, а која су, наводно, 641. године дошла у Дебрц. У питању је такозвани „Василијев запис“ или „Запис злог Василија“, а навод из записа гласи: „Родитељи наши дођоше из Древес и Дразгь“. Новаковић ове називе повезује са називима Древеш и Драже, на подручју Лабе и Одре.
Не може се тачно рећи када је и где настало презиме Дражета. Први подаци о презимену потичу из 16. века, али се директни преци данашњих породица са презименом Дражета могу са сигурношћу пратити тек од 18. века. У селу Десићи у Црној Гори је 1521. године забележена особа са именом Дражета Радивој (Дражета Радоња), али не можемо тачно рећи да ли је тој особи Дражета било име или презиме. Такође, у једном документу насталом у Загребу 1549. године помиње се особа са именом Иван Дражета, што би могао бити први сигуран помен презимена Дражета.

## Порекло Дражета, сеобе Дражета и насеље Дражета

### Мошорин и Стари Бановци
Презиме Дражета се јавља у Мошорину од 1783, а у Старим Бановцима од 1805. године. Дражете у ова два села су једни друге сматрали рођацима и у прошлости су се посећивали. Према „Хроници Старих Бановаца“ (Сремска Митровица, 1989), Дражете су се у Старе Бановце доселиле са подручја данашње Хрватске. У матичној књизи умрлих у Мошорину, забележен је 1783. године Дражета Марко, син Григорија „шијака“. Називом „шијак“ су у то време означавани досељеници из Хрватске. Пошто на подручју Хрватске налазимо презиме Дражета у селу Ивошевци у северној Далмацији, можемо са великим степеном вероватноће претпоставити да су се Дражете у Мошорин и Старе Бановце доселиле из Ивошеваца. То потврђује и крсна слава, Свети Стефан, коју славе Дражете у сва три села. Занимљив је и навод др Душана Ј. Поповића (Срби у Војводини, књига друга, Нови Сад, 1990) да се у Мошорину и Вилову налазило нарочито много „шијака“ пореклом из Далмације и Хрватске.

### Ивошевци и насеље Дражета
Приликом утврђивања порекла Дражета из села Ивошевци у далматинској Буковици, важно је осврнути се на сродничку везу ове породице са породицом Вујасиновић. Наиме, Дражете и Вујасиновићи у Ивошевцима сматрају једни друге рођацима, а о овом сродству постоје различите приче. Према књизи „Вујасиновићи“ аутора Милана Вујасиновића, предак ивошевачких Вујасиновића рођен је у Лужанима, месту које се налази на путу између Дервенте и Српског Брода. Када се доселио у Далмацију 1699-1700. године, оженио се из Ивошеваца, из куће Дражета (које су, по овој причи, у Ивошевцима живеле пре Вујасиновића).
Према другој причи, која долази из усменог извора, а која има сличности са првом, Дражете и Вујасиновићи су се у Ивошевце доселили из села Лужаца код Санског Моста у западној Босни, а сродство ове две породице такође долази од тога што се предак Вујасиновића оженио из Дражета. Према непотврђеним причама из усмених извора у околини Приједора у западној Босни било је Дражета муслиманске вере, што може да говори у прилог тврдњи да Дражете воде порекло са овог подручја. У књизи Презимена Срба у Босни (Ђорђе Јањатовић, Сомбор, 1993), на подручју Приједора и Санског Моста налазимо презимена Вујасиновић и Вујасин, а обе породице за крсну славу имају Светог Стефана, што може ићи у прилог причи да Вујасиновићи у Ивошевцима воде порекло из тих крајева. У истој књизи стоји и да се ова презимена помињу и у другим деловима северне Босне, али да славе друге крсне славе. Једина подручја у Босни на којима су забележени Вујасиновићи који славе Светог Стефана су парохија Приједор (протопрезвитерат Приједор) и парохија Умци (протопрезвитерат Сански Мост).
Према трећој причи, која такође долази из усменог извора, Дражете потичу од Вујасиновића, односно, Дражета је првобитно био породични надимак за једне од Вујасиновића, а касније је постао посебно презиме. У прилог овоме може да говори и то што и Дражете и Вујасиновићи имају за крсну славу Светог Стефана, јер је код Срба раније постојао и обичај да се презиме промени, а крсна слава сачува.
На старим мапама из 18., 19. и 20. века, на подручју данашњег насеља Ивошевци, забележено је насеље под именом Дражета односно Дражете. На мапама је насеље забележено у различитим варијантама - Draseta, Drasete, Trasete, Trossete, Драшета. Најстарији помен овог насеља забележен је на мапи из 1789. године, у облику Trasete, а оно је забележено као једно од битнијих насеља у далматинској Буковици, при чему на истој мапи нису убележени Ивошевци. Насеље је последњи пут забележено на ћириличној мапи из 1917. године у облику Драшета. На новијим топографским картама, може се видети уписан назив топографског локалитета Дражета на подручју данашњих Ивошеваца. Према усменом извору, на подручју Ивошеваца и данас постоје развалине овог некадашњег насеља где су живеле Дражете.
Ивошевци спадају у насеља разбијеног типа и састоје се од више мањих насеља, односно заселака. Ови засеоци су названи по презименима људи који у њима станују или су становали. Тако поред већ поменутог насеља (засеока) Дражета, постоје и засеоци Вујасиновићи, Тишме, Королије, Руделе, итд. Насеље Дражета се, хронолошки посматрано, на старим картама јавља раније него насеље Вујасиновићи, што више иде у прилог причи да су Дражете на простору Ивошеваца живеле пре Вујасиновића, него причи да Дражете воде порекло од Вујасиновића.
Део Вујасиновића у Ивошевцима који имају породични надимак Дражета у ствари потичу од ивошевачких Дражета, са којима су у блиском сродству по директној мушкој породичној линији. Ови Вујасиновићи сродство по мушкој линији са Дражетама не негирају, али тврде да је презиме њихових заједничких предака било Вујасиновић, а не Дражета. Међутим, увидом у матичне књиге, утврђено је да се њихови заједнички преци помињу под презименом Дражета.

### Западна Босна и Црна Гора
Према књизи Антропонимија Буковице (Живко Бјелановић, Сплит, 1988), становништво источног дела далматинске Буковице, у којем се налазе Ивошевци, доселило се на то подручје из западне Босне крајем 17. века. Ово такође може да потврђује да Дражете воде порекло из западне Босне. Према књизи Презимена Срба у Босни, највећи број презимена код Срба и Хрвата настао је у 16. и 17. веку, а то је време када су преци Дражета из Ивошеваца могли живети на подручју западне Босне, те би то отприлике могао бити временски и просторни оквир у коме је настало презиме Дражета.
У Антропонимији Буковице се наводи да је становништво западне Босне, Лике и Далмације, досељено у те крајеве током 16. и 17. века, директан потомак народа којем као извор миграција можемо означити Црну Гору и Херцеговину, посебно крај између Пиве, Таре, Лима и горње Неретве. Управо се на подручју Црне Горе, у селу Десићи, 1521. године помиње особа са именом Дражета Радивој (Дражета Радоња), али не можемо тачно знати да ли је тој особи Дражета било име или презиме.
Постоје и непотврђене приче из усмених извора по којима има и Дражета муслиманске вере у околини Приједора, у западној Босни, као и Дражета у Боки которској у Црној Гори, који су православне вере, што би могло да говори у прилог формирању презимена Дражета на овим подручјима. Међутим, ни једна од ових прича није потврђена. Постоји и могућност да је на овим подручјима презиме Дражета постојало раније, а да га данас више нема.

### Ходиље и Јајце
Што се тиче порекла Дражета католичке вере у Ходиљу и Јајцу, не може се тачно рећи да ли су ове две групе у међусобном сродству или у сродству са православним Дражетама. Према др Николи Звонимиру Бјеловучићу (Полуострво Рат (Пељешац), Насеља и порекло становништва, књига 11, Београд, 1922), Дражете су се у Ходиље доселиле пре 100 година (око 1822) из непознатог места. Постоји више прича из усмених извора о томе одакле су се могли доселити. У овим причама, као место порекла ових Дражета, помињу се Херцеговина, северна Далмација, Војводина, хрватско Загорје, итд. Међу овим усменим изворима, постоје и приче да су Дражете из Ходиља раније били или православне или муслиманске вере, а такође и приче да су се Дражете у Ходиљу раније презивали Дело или Руда. Ни једна од ових прича не може се са сигурношћу потврдити. За Дражете у Јајцу се не зна када су и одакле дошли у то место. Према једној причи из усмених извора, они потичу из јужне Далмације (Ходиље),  а према другој причи из Војводине. Иако ни за једну од ових тврдњи нема потврда, могуће је да је вероватнија прича да потичу из јужне Далмације, будући да су Дражете у јужној Далмацији католичке вере, исто као и Дражете у Јајцу, док су Дражете у Војводини православне вере.

## Име Дражета и слична имена и презимена
Постојање личног имена Дражета потврђено је у историјским изворима од 11. века, док је постојање од њега изведеног имена или презимена Дражетин потврђено у историјском извору из 14. века. Лично име Дражета се данас ретко користи, али није потпуно ишчезло из употребе; према телефонском именику Хрватске за 2004. годину у Книну је живела особа са именом Дражета Давидовић, док се особа са именом Дражета Дражетић помиње као аутор стручног рада у хрватском часопису Mljekarstvo (број 03. из 2003. године).
У матичним књигама у селу Мошорин презиме Дражета је бележено у четири различите варијанте: Дражета, Дражетин, Дражетић и Дражетич, иако нема сумње да је оригинални облик презимена гласио Дражета. Данас су се код Дражета пореклом из Мошорина за презиме задржали облици Дражета и Дражетин, док су облици Дражетић и Дражетич ишчезли. Облик Дражетин се такође повремено јављао и код Дражета у Старим Бановцима.
Презиме Дражетић налазимо у селима Турбе и Имљани у Босни, као и у више места у Хрватској, највише на подручју Петриње, Славонске Пожеге, Сиска, Велике Горице и Загреба, а ово презиме је први пут регистровано у Шибенику 1386. године. 1416. године се помиње кнез Гргур Дражетић, сусед Дубровчанима, коме су у подручју којим је владао били Омишани. Презиме Дражетић се такође помиње у Великој Писаници у Славонији 1783. године.
Презиме Дражетић је настало од именске основе Дражета, али не можемо рећи да ли је Дражета у овом случају било име или презиме. Уколико је презиме Дражетић настало од презимена Дражета (што се заиста и десило код фамилије Дражета у Мошорину), поставило би се питање могућег сродства Дражетића и Дражета, пре свега оних из Ходиља и Јајца, будући да су Дражетићи претежно католичке вере, исто као и Дражете у овим местима. Забележени су и Дражетићи православне вере у селу Голубињак код Дарувара у Славонији.
Презиме Дражетич, које постоји у Словенији, највероватније је варијанта презимена Дражетић, будући да словеначка абецеда не познаје слово „ћ“.
У Сарајеву је 1882. године забележено презиме Дражетовић. Ради се о особи или особама православне вере, које су за крсну славу имале Светог Саву. Ово презиме није изведено од именске основе Дражета, већ од именске основе Драже, од које је изведено и само име Дражета.
У Српском рјечнику Вука Стефановића Караџића (у Бечу, 1852), забележен је израз „дражетина“, као аугментатив од придева „драга“.

## Историјски извори о имену и презимену Дражета
Овде се наводе неки од најстаријих помена имена и презимена Дражета у историјским изворима. 

### Византијски извор
Најстарији податак о личном имену Дражета налазимо у византијском извору, где је забележен сељанин Дражета (Δραζετα; Дражета, селянин) 1076/77. године, као становник насеља Ардамери у грчкој Македонији (тада у саставу Византије). Према бугарском аутору Марину Петкову, ово насеље је тада насељавало бугарско становништво.

### Натпис из Чичева
Други по старости податак о личном имену Дражета налазимо на каменом одломку у цркви Светог Петра у Чичеву код Требиња, у данашњем селу Црнчу. Натпис датира из 12. века (између 1177. и 1200. године). По свему судећи, ради се о три брата који сахрањују мајку. Натпис гласи:
- „Полета, Друсан (Дружан), Дражета чину раку над материју (матером) у дани славнога кнеза Храмка“

### Документ из архива хварског каптола
У документу из архива хварског каптола, који датира са краја 12. века, а чији је садржај описан као „Попис земаља самостана св. Силвестра на отоку Бишеву“, помиње се „Draseta filius Heliae possessor terrae“, односно „Дражета, син Илије, поседник земље“.

### Богомилски поглавар (дјед)
Почетком 13. века један од поглавара босанских богомила звао се Дражета. О њему говоре два историјска извора: Билинопољска изјава и Попис богомилских владара.
Билинопољска изјава је документ у којем су поглавари босанске богомилске цркве, пред изаслаником римског папе, изјавили да се одричу своје јереси. Изјава је потписана 8. априла 1203. године на Билином пољу код Зенице, а један од богомилских поглавара који су је потписали звао се Дражета. Остали поглавари звали су се: Драгич, Љубин, Прибиш, Љубен, Радош и Владош. Драгич је тада био поглавар („дјед“), док су Љубин и Дражета били његови помоћници („гости“), који су после постали његови наследници. После потписивања изјаве, Љубин и Дражета су отишли угарском краљу Емерику и пред њим 30. априла положили заклетву да ће се држати одлука из изјаве. Ова изјава била је само формалног карактера, јер су се богомилски поглавари, упркос потписаној изјави, и даље држали своје вере.
Други извор који говори о Дражети богомилу је Попис богомилских владара, који се налази у јеванђељу босанског тепачије Батала из 1393. године. У попису се налази списак богомилских поглавара од средине 11. века, па све до 1393. године. Овај попис показује да је, после „дједа“ Драгича, „дјед“ био Љубин, а после њега Дражета. Дакле, Дражета је био врховни поглавар („дјед“) босанске богомилске цркве. Претпоставља се да је Дражета управљао Црквом босанском између 1215. и 1220. године.

### Запис са стећка - 1258. година
На запису са стећка из места Горње Храсно код Столца, који датира из 1258. године, помиње се клесар са именом Дражета. Запис је следећи:
- „А се лежи Љубљен у Врхбосни рожден у Врхбосни закопан на својини на племенитој.“
- „Ја бјех онај ткоји цијел живот на раскрсницам стајах, размишљах, оклијевах.“
- „Бјех онај ткоји се питах как то да небо не стари а из њег се стално раждају нова и нова годишња доба.“
- „И у соби где бјех бјеше прозор, а иза прозора бескрај. Ал ја упорно гледах у под.“
- „И мишљах мојом смерти све ће то коначно стати. Ал није и моја смерт све старша и све тјешња је.“
- „Кам ми усјече Дражета а запис уписа Хусан не да покажу да бјех већ да ме вишље неима. Љета Господњег 1258.“

### Запис са стећка - „Дражетин мрамор“
Други стећак на коме се помиње име Дражета, познат је као „Дражетин мрамор“ и налази се на заравни Црквине надомак вишеградског села Велика Гостиља. На стећку се налази цртеж коњаника са копљем и мачем, као и следећи натпис:
- „А се лежи Дражета, Стаслава млађи син. Смерт ме стијже млада. Не згибох от матча и копја, нит гром ме згоди, ветћ згибох од невјерне љубави Радаче тшо је срдцем љубјах више но себе и лудо згубјах главју. Путнитче, не превали биљег, мојже камен и на твоје срдце пасти. Овај кам усијече Љубин от Гајева..."

### Дечанске хрисовуље
Лично име Дражета, као и име или презиме Дражетин помињу се у Дечанским хрисовуљама, средњовековним српским исправама насталим у време подизања манастира Дечана у првој половини четрнаестог века. У хрисовуљама се налази попис становника Дечанског властелинства, а међу становницима властелинства пописане су и особе које су имале наведена имена. Дечанске хрисовуље су настале око 1330/1331. године.
Лично име Дражета налази се у другој Дечанској хрисовуљи, а пописано је у селу Добра Река, које се налазило на подручју данашње општине Андријевица у Црној Гори. Запис гласи:
- „Драгоје Хлаповић а брат му Дражета“

У трећој Дечанској хрисовуљи налази се име или презиме Дражетин, које је пописано у селу Власи Сремљане, које се налазило на подручју данашње општине Ђаковица у Метохији. Запис гласи:
- „Богоје и Дражетин“

Према Српском презименику (Др Велимир Михајловић, Нови Сад, 2002), Дражетин је овде представљало „очинство“, односно презиме, док га Милица Грковић (Имена у Дечанским хрисовуљама, Нови Сад, 1983) сматра именом.

### Кончански практик
У „Кончанском практику“ из 1366. године, помиње се „Дражетин требеж“, као један од 12 требежа села Конче у Македонији.

### Павел с Крбаве
Међу студентима пореклом из Хрватске, који су у 14. и 15. веку студирали у Француској, помиње се Павел с Крбаве, Дражетин син. Запис о њему гласи: „Pavel, dyac s Krbave, Dlgouschanyn plemeniti (nobilis) Routchanyn Crisanits, Drasetin sin“.

### Црногорски дефтери
У Црногорском харачком дефтеру из 1521. године у селу Десићи у Црној Гори помиње се особа са именом Дражета Радивој. Иако је у Царском дефтеру за Црну Гору и нахије Грбаљ из 1523. године ово село забележено као Лешњи Десићи, а особа као Дражета Радоња, може се закључити да се ради о истом селу и истој особи. Међутим, не можемо знати да ли је овој особи Дражета било име или презиме.

### Иван Дражета
У књизи Monumenta spectantia historiam Slavorum meridionalium (Загреб, 1917), налази се документ настао у Загребу 18. јуна 1549. године, а чији је садржај описан на следећи начин: „Изасланик бански и каптола загребачкога извјешћују о саслушању свједока у правди Доротеје Благајске са Антоном Бакшићем“.
Међу особама које се помињу у том документу налази се и Иван Дражета (Iwan Drasetha). Ово би могао бити први сигуран помен презимена Дражета у историјским изворима, с обзиром да су друге особе у дотичном документу поменуте на начин да им је прво уписано име, а потом презиме. Међутим, није познато ко је био овај Иван Дражета и да ли је он директни предак неких од данашњих породица са презименом Дражета.

### Кнез Дражета
Према књизи Душана Кашића, „Српска насеља и цркве у сјеверној Хрватској и Славонији“, у време аустријско-турских пограничних сукоба у 17. веку, помиње се кнез Дражета, чијег су сина заробили Турци.
Цитат из Кашићеве књиге: „Године 1614. одведен је из Граберја син кнеза Дражете, 1616. четворо дјеце из Крижа, a 1618. такође из Крижа, још три младића, Јован и Стеван, синови Маркови, који су чували свиње, и Раус, брат Радов.“
Граберје је насеље у Хрватској у данашњој Загребачкој жупанији.

### Катастиг Пећке патријаршије
Име Дражета помиње се у месту Берчул у Банату 1660. године, у Светом катастигу монастира светие и великие цркве патриархие пекске. Катастиг представља попис у који је бележено шта је ко дао Пећкој патријаршији. Приликом посете патријархових пуномоћника месту Берчул 1660. године, начињен је следећи запис:
- „Придоше к нам кметови Дражета, Тома и Радоица и принесоше от села милостињу 1.000 аспри. Паки Дражета писа себе прос, даде 110 аспри; Тома писа себе прос, даде 83 аспре; Радоица писа себе прос, - оста, - рече вола. Радован Ћурчија принесе лисицу на благослов. Благоје писа шкопца, оста.“

Овде се види да се старешина места („кмет“) звао Дражета, а судећи према количини датог новца, може се закључити да је био и најимућнији домаћин у месту.

### Дражета Покрштеник
Према књизи Душана Кашића, „Српска насеља и цркве у сјеверној Хрватској и Славонији“, у месту Расна (Храсна) у Славонији, помиње се 1702. године особа са именом Дражета Покрштеник.
Цитат из Кашићеве књиге: „Расна (Храсна), као и остала села чечавачке парохије, била је под Турцима насељена муслиманима - потурицама, а послије ослобођења православним Србима (Rasciani graeci ritus). То су 1702. били: Ћиро Мирковић, Ђуро Мирковић, Мирчета Станчета, Иван Савковић, Радосав Валаџија, Милета Јовановић, Никола Терзија, Јанко Босанац (станар) и Дражета
Покрштеник са својим породицама.“

### Попис становништва из 1764.
У Попису становништва у Панчевачком округу из 1764. године, у насељу Плочица у Банату, помиње се особа са именом Petar Draschita. Ово би, такође, могао бити извитоперен начин на који је уписано презиме Дражета.

## Познате особе са овим презименом / именом
- Дражета, дјед (врховни свештеник) Босанске богомилске цркве у 13. веку.[7]
- Гргур Дражетић, кнез који је владао делом Далмације у 15. веку.[8]
- Др. Младен Дражетин (1951-2015), доктор друштвених наука, интелектуалац, економиста, универзитетски професор, позоришни стваралац, глумац, песник, књижевник и филозоф.[9]
- Миливој Дражетин (1952-1970), песник.[10]
- Дарко Дражета, градоначелник општине Стон у Хрватској.[11]
- Лазар Дражета, биолог, професор.[12]
- Лукас Емилио Дражета (Lucas Emilio Drazeta), кошаркаш у Аргентини.[13]
- Пиле Дражетић Пипи, певач народне музике.[14][15]

## Називи места истоветни или слични презимену Дражета
- Дражета / Дражете (Draseta, Drasete, Trasete, Trossete, Драшета), бивше насеље, а данашњи топографски локалитет на подручју села Ивошевци у северној Далмацији.
- Дражетице (или Дражетиц), место у Чешкој Републици.[16] Занимљива ствар у вези овог места је чињеница да се једно од места у његовом суседству зове Нови Книн,[17] што може да упућује на могућу везу ових места са северном Далмацијом, будући да се имена са сличном формом налазе и у северној Далмацији (град Книн и презиме и некадашње насеље Дражета).
- Дражетићи, заселак села Турбе у Босни.
- Дражетин требеж, један од 12 требежа села Конче у Македонији (14. век).